# Uwe M. Borghoff

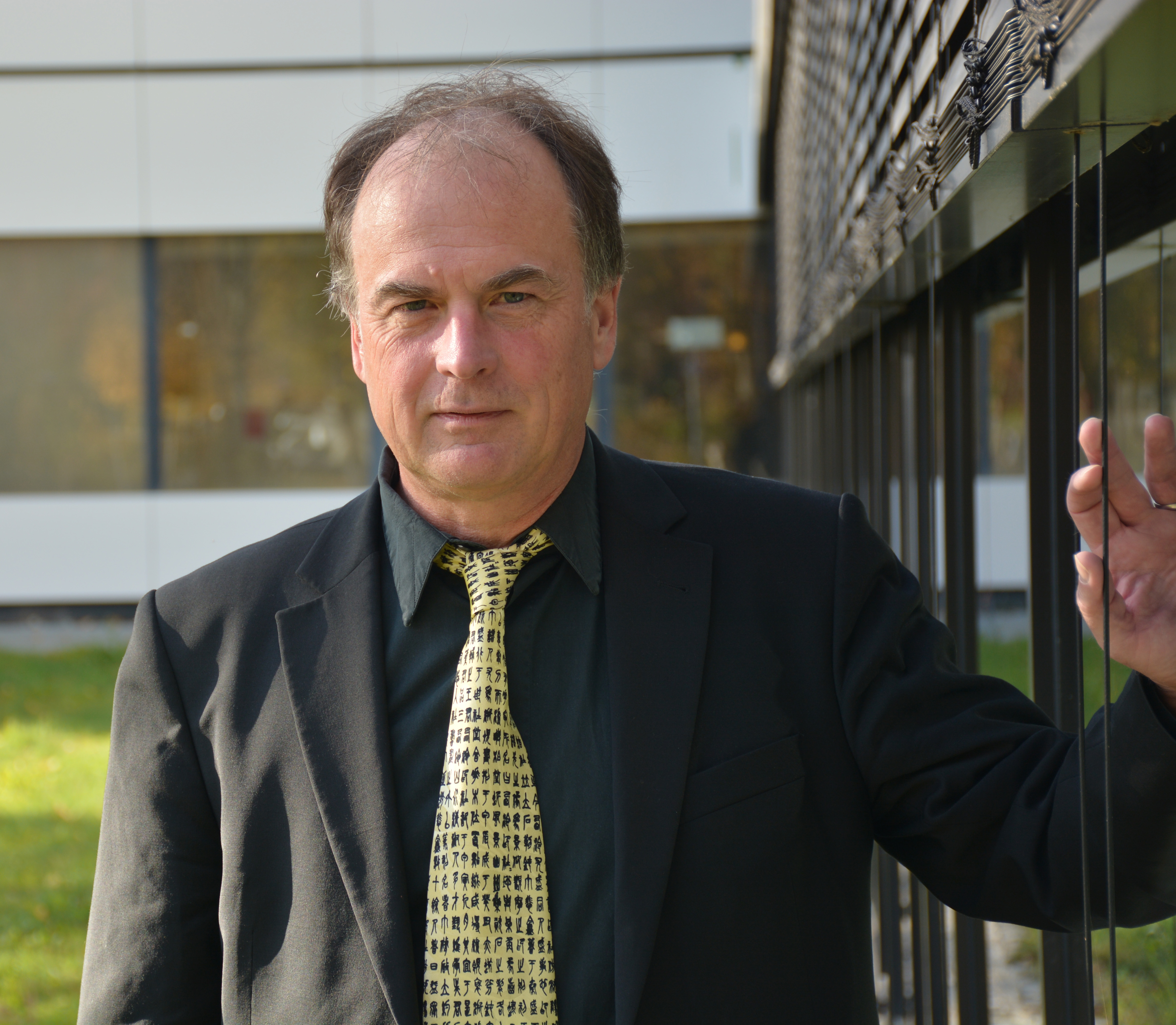
Uwe M. Borghoff, 2018

Uwe M. Borghoff (* 1959) ist ein deutscher Informatiker und Hochschullehrer. Von 2004 bis 2024 war er Vizepräsident der Universität der Bundeswehr München.

## Leben und Wirken
Uwe Borghoff besuchte von 1970 bis 1979 das Hertzhaimer-Gymnasium Trostberg. Er studierte nach seinem Wehrdienst Informatik mit Mathematik an der Technischen Universität München. 1990 promovierte er dort und erhielt 1993 die Lehrbefähigung (Habilitation) für das wissenschaftliche Fach Informatik.
1994 wechselte er ans Xerox Research Center Europe (jetzt Naver Labs Europe) in Grenoble, Frankreich. Bei Xerox war er zunächst als Senior Scientist sowie Projektleiter und zuletzt als Leiter des Bereichs Coordination Technologies tätig. Zusammen mit seinen Kollegen Jean-Marc-Andreoli, Boris Chidlovskii, Remo Pareschi und Jutta Willamowski erfand er die Constraint-Based Knowledge Brokers, eine damals neuartige Suchmaschinenarchitektur, die heterogene Datenbestände und mehrsprachige Datenbanken gleichermaßen durchsuchen und mittels sog. Signed Feature Constraints Querbeziehungen untereinander herstellen konnte. Diese Basistechnologie wurde ab ca. 1999 von Xerox unter dem Namen Ask Once vermarktet und 2004 von Documentum übernommen.
1998 wurde er an die Fakultät für Informatik an der Universität der Bundeswehr München berufen. Seitdem hat er dort am Institut für Softwaretechnologie die C4-Professur für Informationsmanagement inne. Am Institut beschäftigt er sich u. a. mit der digitalen Langzeitarchivierung, also den besonderen Herausforderungen bei der elektronischen Archivierung über lange Zeiträume. Hier kommen Methoden der Migration und Emulation sowie der sog. Computer-Museumsansatz zum Einsatz.
In Zusammenarbeit mit John G. Zabolitzky und seinem Team vom Vintage Computing Lab (früher Computermuseum München) betreibt er ein solches „Museum“ unter dem Namen datArena auf dem Campus der Universität.
Von 2002 bis 2004 war er Dekan der Fakultät für Informatik.
Es folgten sieben Amtsperioden als Vizepräsident der Universität der Bundeswehr München mit unterschiedlichen Verantwortungsbereichen: zunächst als Vizepräsident für den universitären Bereich, dann als Vizepräsident für Lehre, wo er eine zentrale Rolle bei der Einführung der Bachelor- und Masterstudiengänge im Intensivstudium spielte und die Universität schrittweise zu einer „Bundesuniversität“ weiterentwickelte. Zuletzt war er Vizepräsident für Digitalisierung und von 2023 bis 2024 zusätzlich CIO (Chief Information Officer) der Universität.
Seit 2008 ist er Gründungsvorstand des Weiterbildungsinstituts Campus Advanced Studies Center (CASC), der zentralen wissenschaftlichen Einrichtung für die akademische Weiterbildung an der Universität.
Von 2017 bis 2023 war er Direktor des Center for Intelligence and Security Studies (CISS) und zusammen mit Jan-Hendrik Dietrich Leiter des gemeinsam von der Hochschule des Bundes und der Universität der Bundeswehr München getragenen Studienganges Master in Intelligence and Security Studies (MISS). Dies ist der bislang einzige auf Intelligence Studies spezialisierte Studiengang in Deutschland.

## Veröffentlichungen (Auswahl)
- Jean-Marc Andreoli; Uwe M. Borghoff; Remo Pareschi: The Constraint-Based Knowledge Broker Model: Semantics, Implementation and Analysis. In: Journal of Symbolic Computation. Band 21, Nr. 4-6. Elsevier, 1996, ISSN 0747-7171, S. 635 bis 667, doi:10.1006/jsco.1996.0035.
- Uwe M. Borghoff et al.: Constraint-based protocols for distributed problem solving. In: Science of Computer Programming. Band 30, Nr. 1-2. Elsevier, 1998, ISSN 0167-6423, S. 201 bis 225, doi:10.1016/S0167-6423(97)00011-7.
- Boris Chidlovskii; Uwe M. Borghoff: Semantic caching of Web queries. In: The VLDB Journal. Band 9, Nr. 1. Springer-Verlag, 2000, ISSN 1066-8888, S. 2 bis 17, doi:10.1007/s007780050080.
- Aline Dobrovsky; Marko Hofmann; Uwe M. Borghoff: Improving Adaptive Gameplay in Serious Games Through Interactive Deep Reinforcement Learning. In: Klempous R. et al. (Hrsg.): Cognitive Infocommunications, Theory and Applications. Springer, Cham, 2019, ISBN 978-3-319-95995-5, S. 411 bis 432, doi:10.1007/978-3-319-95996-2_19.
- Sebastian Seidel; Sonja Schimmler; Uwe M. Borghoff: Understanding Neural Network Decisions by Creating Equivalent Symbolic AI Models. In: Arai K., Kapoor S., Bhatia R. (Hrsg.): Intelligent Systems and Applications. IntelliSys 2018. Advances in Intelligent Systems and Computing. Vol. 868. Springer, Cham, 2019, ISBN 978-3-03001053-9, S. 616 bis 637, doi:10.1007/978-3-030-01054-6_45.

## Belege
1. ↑  Technische Universität München. In: Website TU München. 14. Januar 2019, abgerufen am 8. Februar 2019.
2. ↑  Naver Labs Europe. In: Website Naver Labs Europe. Naver Labs Europe, abgerufen am 13. März 2019.
3. ↑  Document constraint descriptors obtained from user signals indicating attribute-value relations. In: Google Patents. Abgerufen am 15. März 2019.
4. ↑  Knowledge brokers using signed feature constraints. In: Google Patents. Abgerufen am 14. März 2019.
5. ↑  System for providing cross-lingual information retrieval. In: Google Patents. Abgerufen am 14. März 2019.
6. ↑  Feature constraint based document information retrieval and distribution. In: Google Patents. Abgerufen am 15. März 2019.
7. ↑  System and method for transferring attribute values between search queries in an information retrieval system. In: Google Patents. Abgerufen am 14. März 2019.
8. ↑  Documentum übernimmt Xerox-Bereich Ask Once. In: Website Computerwoche vom 16.3.2004. Abgerufen am 14. März 2019.
9. ↑  Professuren. In: Website der Universität der Bundeswehr München. Abgerufen am 13. März 2019.
10. ↑  Uwe M. Borghoff et al.: Long-Term Preservation of Digital Documents - Principles and Practices. Springer-Verlag, 2006, ISBN 3-642-07017-5, doi:10.1007/978-3-540-33640-2.
11. ↑  Lochkarten: 12-Bit-Fundament des Computerzeitalters. In: Focus Online auf YouTube (neues Filmmaterial wurde in der datArena gedreht). 17. Februar 2011, abgerufen am 15. März 2019.
12. ↑  Das gefährdete digitale Gedächtnis. In: INGENIEUR.de. 4. März 2011, abgerufen am 15. März 2019.
13. ↑  neue Vizepräsidenten. In: Website der Universität der Bundeswehr München. Abgerufen am 7. Januar 2025.
14. ↑  CASC. In: Website der Universität der Bundeswehr München. Abgerufen am 13. März 2019.
15. ↑  CISS Aktuelles. In: Website der Universität der Bundeswehr München. Abgerufen am 18. Januar 2024.
16. ↑  Spionage als Hochschulfach - "007" kommt in den Hörsaal. In: Website der Deutschen Welle. 15. Januar 2019, abgerufen am 13. März 2019.
17. ↑  Spione studieren jetzt in Neubiberg, Neuer Master-Studiengang an der Universität der Bundeswehr. In: Website Süddeutsche Zeitung. 14. Januar 2019, abgerufen am 8. Februar 2019.

| Personendaten    | Personendaten                              |
| ---------------- | ------------------------------------------ |
| NAME             | Borghoff, Uwe M.                           |
| KURZBESCHREIBUNG | deutscher Informatiker und Hochschullehrer |
| GEBURTSDATUM     | 1959                                       |